# SK Beveren in het seizoen 2024/25
Deze pagina beschrijft de prestaties van voetbalclub SK Beveren in het seizoen 2024/25.

## Kern

### Spelerskern
| Nr.           | Naam                 | Nationaliteit      | Geboortedatum | Vorige club                  |
| ------------- | -------------------- | ------------------ | ------------- | ---------------------------- |
| Keepers       |                      |                    |               |                              |
| 1             | Beau Reus            | Nederland          | 31-10-2001    | Jong AZ                      |
| 16            | Maxim Deman          | België             | 23-10-2001    | KV Kortrijk                  |
| 84            | Josua Tshiolola      | Congo-Kinshasa     | 13-12-2004    | Eigen jeugd                  |
| Verdedigers   |                      |                    |               |                              |
| 4             | Sheldon Bateau       | Trinidad en Tobago | 29-01-1991    | Samsunspor                   |
| 13            | Ahmed Khatir         | Marokko            | 14-03-2005    | Mohammed VI Football Academy |
| 15            | Dries Wuytens        | België             | 18-03-1991    | Ness Ziona                   |
| 20            | Dylan Dassy          | België             | 18-01-2003    | KV Mechelen                  |
| 21            | Laurent Jans         | Luxemburg          | 05-08-1992    | SV Waldhof                   |
| 24            | Hadji Issa Moustapha | Kameroen           | 04-12-2003    | Ararat Jerevan               |
| 30            | Alexander Corryn     | België             | 03-01-1994    | Cercle Brugge                |
| 32            | Jakov Filipović      | Kroatië            | 17-10-1992    | BATE Borisov                 |
| Middenvelders |                      |                    |               |                              |
| 5             | Everton Luiz         | Brazilië           | 24-05-1988    | Real Salt Lake               |
| 6             | Finn Dicke           | Nederland          | 14-09-2004    | GD Estoril Praia             |
| 17            | Jay-Dee Geusens      | België             | 05-03-2002    | KRC Genk                     |
| 18            | Sieben Dewaele       | België             | 02-02-1999    | KV Oostende                  |
| 23            | Malick Fall          | Senegal            | 07-09-2002    | Al-Hilal United              |
| 43            | Sander Coopman       | België             | 12-03-1995    | Royal Antwerp FC             |
| 78            | Jannes Van Hecke     | België             | 15-01-2002    | KV Mechelen                  |
| Aanvallers    |                      |                    |               |                              |
| 7             | Liam Kerrigan        | Ierland            | 09-05-2000    | Como 1907                    |
| 8             | Mathis Servais       | België             | 23-11-2004    | Club NXT                     |
| 9             | Ademola Ola-Adebomi  | Engeland, Nigeria  | 03-09-2003    | Crystal Palace FC            |
| 10            | Anthony Limbombe     | België             | 15-07-1994    | Almere City FC               |
| 11            | Yutaka Michiwaki     | Japan              | 05-04-2006    | Roasso Kumamoto              |
| 77            | Hüseyin Ertürk       | Turkije            | 19-04-2006    | Eigen jeugd                  |
| 92            | Lennart Mertens      | België             | 14-08-1992    | KMSK Deinze                  |

- Aanvoerder

### Staf

#### Technische staf
| Functie         | Naam                 | Nationaliteit |
| --------------- | -------------------- | ------------- |
| Coach           | Marink Reedijk       | Nederland     |
| Assistent-coach | Flavien Le Postollec | Frankrijk     |
| Keeperstrainer  | Kenny Steppe         | België        |
| Physical coach  | Frederik Bracke      | België        |
| Videoanalist    | Johan Verelst        | België        |

#### Medische staf
| Functie         | Naam                    | Nationaliteit |
| --------------- | ----------------------- | ------------- |
| Ploegarts       | Jan Mathieu             | België        |
| Ploegarts       | Thomas Mathieu          | België        |
| Ploegarts       | Michaël Saelemans       | België        |
| Kinesitherapeut | Xavier Verstraeten      | België        |
| Kinesitherapeut | Ann Rooman              | België        |
| Kinesitherapeut | Charlotte Van de Vyvere | België        |
| Osteopaat       | Charlotte Van de Vyvere | België        |

### Transfers

#### Zomer
| Naam                 | Nationaliteit                 | Van/naar            | Type               |
| -------------------- | ----------------------------- | ------------------- | ------------------ |
| Inkomend             |                               |                     |                    |
| Yutaka Michiwaki     | Japan                         | Roasso Kumamoto     | Gehuurd            |
| Ademola Ola-Adebomi  | Engeland, Nigeria             | Crystal Palace FC   | Gehuurd            |
| Hadji Issa Moustapha | Kameroen                      | Ararat Jerevan      | Gehuurd            |
| Finn Dicke           | Nederland                     | GD Estoril Praia    | Gehuurd            |
| Liam Kerrigan        | Ierland                       | Como 1907           | Gehuurd            |
| Laurent Jans         | Luxemburg                     | SV Waldhof Mannheim | Transfervrij       |
| Sieben Dewaele       | België                        | KV Oostende         | Transfervrij       |
| Uitgaand             |                               |                     |                    |
| David Hrnčár         | Slowakije                     | FCV Dender          | Verkocht           |
| Bryan Goncalves      | Frankrijk                     | FCV Dender          | Verkocht           |
| Goduine Koyalipou    | Centraal-Afrikaanse Republiek | CSKA Sofia          | Verkocht           |
| Jay-Dee Geusens      | België                        | Al-Jazira           | Verkocht           |
| Petar Vitanov        | Bulgarije                     | CSKA 1948           | Contract ontbonden |
| Gabriel Kyeremateng  | Duitsland                     | SC Verl             | Contract ontbonden |
| Louis Verstraete     | België                        | Auckland FC         | Einde contract     |
| Jenthe Mertens       | België                        | FC Vaduz            | Einde contract     |
| Mauro Trari          | België                        | KFC Dessel Sport    | Einde contract     |
| Kylian Hazard        | België                        | RWD Molenbeek       | Einde huur         |
| Erdon Daci           | Noord-Macedonië               | KVC Westerlo        | Einde huur         |
| Taofeek Ismaheel     | Nigeria                       | FC Lorient          | Einde huur         |

#### Winter
| Naam             | Nationaliteit | Van/naar      | Type         |
| ---------------- | ------------- | ------------- | ------------ |
| Inkomend         |               |               |              |
| Jannes Van Hecke | België        | KV Mechelen   | Transfervrij |
| Lennart Mertens  | België        | KMSK Deinze   | Transfervrij |
| Kurt Abrahams    | Zuid-Afrika   | FK Novi Pazar | Transfervrij |

## Uitrustingen
Shirtsponsor(s): 

Sportmerk: JAKO

## Oefenwedstrijden
Hieronder een overzicht van de oefenwedstrijden die SK Beveren tijdens het seizoen 2024/25 speelde.
|                                     |              |       |                          |  |
| Vrijdag 28 juni 2024, 11:00 uur     | KVC Westerlo | 5 - 0 | SK Beveren               |  |
|                                     |              |       |                          |  |
|                                     |              |       |                          |  |
| Zaterdag 13 juli 2024, 18:00 uur    | KSK Beveren  | 0 - 6 | SK Beveren               |  |
|                                     |              |       |                          |  |
|                                     |              |       |                          |  |
| Dinsdag 16 juli 2024, 18:30 uur     | OFI Kreta    | 0 - 3 | SK Beveren               |  |
|                                     |              |       |                          |  |
|                                     |              |       |                          |  |
| Zaterdag 20 juli 2024, 14:30 uur    | FC Dordrecht | 0 - 1 | SK Beveren               |  |
|                                     |              |       |                          |  |
|                                     |              |       |                          |  |
| Zondag 28 juli 2024, 11:30 uur      | FCV Dender   | 2 - 1 | SK Beveren               |  |
|                                     |              |       |                          |  |
|                                     |              |       |                          |  |
| Woensdag 31 juli 2024, 11:00 uur    | SK Beveren   | 1 - 2 | Union Saint-Gilloise U23 |  |
|                                     |              |       |                          |  |
|                                     |              |       |                          |  |
| Zaterdag 3 augustus 2024, 14:00 uur | Roda JC      | 0 - 0 | SK Beveren               |  |
|                                     |              |       |                          |  |
|                                     |              |       |                          |  |
| Zondag 11 augustus 2024, 13:00 uur  | SK Beveren   | 0 - 4 | RSC Anderlecht           |  |
|                                     |              |       |                          |  |
|                                     |              |       |                          |  |
| Dinsdag 13 augustus 2024, 11:30 uur | KV Kortrijk  | -     | SK Beveren               |  |
|                                     |              |       |                          |  |

## Challenger Pro League

### Reguliere competitie

#### Wedstrijden
| Challenger Pro League                                                                                    |                                                 |                                     |                                                 | |                                                                                             |
| Wedstrijddetails                                                                                         | Thuisploeg                                      | Uitslag                             | Uitploeg                                        | Opstelling | Kaarten                                                                                     |
| Heenronde                                                                                                |                                                 |                                     |                                                 | |                                                                                             |
| 17 augustus 2024 20:00 Freethielstadion Beveren Ref.: Arthur Denil Toeschouwers: 2.149                   | SK Beveren                                      | 2 – 1                               | Lommel SK                                       | Reus Jans , Khatir (90+1' Filipović), Wuytens (79' Bateau), Corryn Geusens (90+1' Dassy), Servais (90+1' Everton Luiz), Dewaele Coopman (66' Michiwaki), Ola-Adebomi, Limbombe       | 49' Wuytens 56' Ola-Adebomi 90+3' Dewaele                                                   |
| 17 augustus 2024 20:00 Freethielstadion Beveren Ref.: Arthur Denil Toeschouwers: 2.149                   | Geusens 21' Limbombe 52'                        | 1 – 0 2 – 0 2 – 1                   | 82' Schoofs                                     | Reus Jans , Khatir (90+1' Filipović), Wuytens (79' Bateau), Corryn Geusens (90+1' Dassy), Servais (90+1' Everton Luiz), Dewaele Coopman (66' Michiwaki), Ola-Adebomi, Limbombe       | 49' Wuytens 56' Ola-Adebomi 90+3' Dewaele                                                   |
| 23 augustus 2024 20:00 Kehrwegstadion Eupen Ref.: Bert Put Toeschouwers: 1.706                           | KAS Eupen                                       | 2 – 2                               | SK Beveren                                      | Reus Jans , Khatir, Wuytens, Corryn Geusens (69' Michiwaki), Servais (87' Moustapha), Dewaele Coopman (69' Everton Luiz), Ola-Adebomi, Limbombe                                      | 10' Dewaele 45' Servais                                                                     |
| 23 augustus 2024 20:00 Kehrwegstadion Eupen Ref.: Bert Put Toeschouwers: 1.706                           | Emond 14' Déom 71'                              | 0 – 1 1 – 1 1 – 2 2 – 2             | 12' Khatir 35' Servais                          | Reus Jans , Khatir, Wuytens, Corryn Geusens (69' Michiwaki), Servais (87' Moustapha), Dewaele Coopman (69' Everton Luiz), Ola-Adebomi, Limbombe                                      | 10' Dewaele 45' Servais                                                                     |
| 31 augustus 2024 20:00 Stade de Rocourt Luik Ref.: Michiel Allaerts Toeschouwers: 2.117                  | RFC Luik                                        | 0 – 0                               | SK Beveren                                      | Reus Jans , Khatir, Wuytens, Corryn Coopman (73' Dicke), Dewaele, Geusens, Limbombe Servais (79' Kerrigan), Ola-Adebomi (73' Michiwaki)                                              | 6' Geusens 41' Khatir 63' Corryn 66' Geusens                                                |
| 31 augustus 2024 20:00 Stade de Rocourt Luik Ref.: Michiel Allaerts Toeschouwers: 2.117                  |                                                 |                                     |                                                 | Reus Jans , Khatir, Wuytens, Corryn Coopman (73' Dicke), Dewaele, Geusens, Limbombe Servais (79' Kerrigan), Ola-Adebomi (73' Michiwaki)                                              | 6' Geusens 41' Khatir 63' Corryn 66' Geusens                                                |
| 15 september 2024 16:00 Freethielstadion Beveren Ref.: Ruben Calluy Toeschouwers: 2.337                  | SK Beveren                                      | 3 – 2                               | Jong Genk                                       | Reus Jans , Khatir, Wuytens, Corryn (70' Bateau) Dewaele, Servais, Dicke Kerrigan, Michiwaki (78' Ola-Adebomi), Limbombe (78' Moustapha)                                             | 62' Corryn 90+6' Moustapha                                                                  |
| 15 september 2024 16:00 Freethielstadion Beveren Ref.: Ruben Calluy Toeschouwers: 2.337                  | Michiwaki 7' Servais 51' Moustapha 90+5'        | 1 – 0 1 – 1 2 – 1 2 – 2 3 – 2       | 23' Mirisola 84' Touré                          | Reus Jans , Khatir, Wuytens, Corryn (70' Bateau) Dewaele, Servais, Dicke Kerrigan, Michiwaki (78' Ola-Adebomi), Limbombe (78' Moustapha)                                             | 62' Corryn 90+6' Moustapha                                                                  |
| 20 september 2024 20:00 Freethielstadion Beveren Ref.: Matonga Simonini Toeschouwers: 2.253              | SK Beveren                                      | 0 – 0                               | RFC Seraing                                     | Reus Jans , Khatir (59' Bateau), Wuytens (86' Filipović), Corryn Dewaele, Servais, Dicke Kerrigan (40' Coopman), Michiwaki, Limbombe                                                 | 45+2' Khatir 90+1' Corryn                                                                   |
| 20 september 2024 20:00 Freethielstadion Beveren Ref.: Matonga Simonini Toeschouwers: 2.253              |                                                 |                                     |                                                 | Reus Jans , Khatir (59' Bateau), Wuytens (86' Filipović), Corryn Dewaele, Servais, Dicke Kerrigan (40' Coopman), Michiwaki, Limbombe                                                 | 45+2' Khatir 90+1' Corryn                                                                   |
| 28 september 2024 16:00 Schiervelde Roeselare Ref.: Hannes De Couvreur Toeschouwers: 590                 | Club NXT                                        | 2 – 0                               | SK Beveren                                      | Reus Jans , Khatir, Wuytens, Corryn Coopman (67' Moustapha), Dicke (80' Ertürk), Dewaele, Limbombe Michiwaki (46' Ola-Adebomi), Servais                                              | 58' Wuytens 80' Ertürk 85' Moustapha 90+3' Ola-Adebomi                                      |
| 28 september 2024 16:00 Schiervelde Roeselare Ref.: Hannes De Couvreur Toeschouwers: 590                 | Furo 45+1' De Smet 45+3'                        | 1 – 0 2 – 0                         |                                                 | Reus Jans , Khatir, Wuytens, Corryn Coopman (67' Moustapha), Dicke (80' Ertürk), Dewaele, Limbombe Michiwaki (46' Ola-Adebomi), Servais                                              | 58' Wuytens 80' Ertürk 85' Moustapha 90+3' Ola-Adebomi                                      |
| 5 oktober 2024 16:00 Freethielstadion Beveren Ref.: Massimiliano Ledda Toeschouwers: 4.800               | SK Beveren                                      | 0 – 1                               | Lokeren-Temse                                   | Reus Jans , Khatir, Wuytens (90' Filipović), Corryn (79' Ertürk) Dicke (64' Ola-Adebomi), Servais, Dewaele Coopman, Michiwaki, Limbombe                                              | 31' Corryn 46' Coopman 50' Limbombe 73' Ola-Adebomi 84' Dewaele                             |
| 5 oktober 2024 16:00 Freethielstadion Beveren Ref.: Massimiliano Ledda Toeschouwers: 4.800               |                                                 | 0 – 1                               | 53' Van Aerschot                                | Reus Jans , Khatir, Wuytens (90' Filipović), Corryn (79' Ertürk) Dicke (64' Ola-Adebomi), Servais, Dewaele Coopman, Michiwaki, Limbombe                                              | 31' Corryn 46' Coopman 50' Limbombe 73' Ola-Adebomi 84' Dewaele                             |
| 18 oktober 2024 20:00 Stade Communal du Tivoli La Louvière Ref.: Ruben Calluy Toeschouwers: 2.755        | La Louvière                                     | 2 – 0                               | SK Beveren                                      | Reus Jans , Filipović, Wuytens, Corryn (80' Ertürk) Dicke (60' Michiwaki), Servais, Dewaele Coopman (60' Kerrigan), Ola-Adebomi, Limbombe (72' Dassy)                                | 42' Coopman 65' Corryn 72' Filipović                                                        |
| 18 oktober 2024 20:00 Stade Communal du Tivoli La Louvière Ref.: Ruben Calluy Toeschouwers: 2.755        | Ito 28' Guindo 59'                              | 1 – 0 2 – 0                         |                                                 | Reus Jans , Filipović, Wuytens, Corryn (80' Ertürk) Dicke (60' Michiwaki), Servais, Dewaele Coopman (60' Kerrigan), Ola-Adebomi, Limbombe (72' Dassy)                                | 42' Coopman 65' Corryn 72' Filipović                                                        |
| 26 oktober 2024 20:00 Freethielstadion Beveren Ref.: Théophile Diskeuve Toeschouwers: 3.109              | SK Beveren                                      | 1 – 1                               | RSCA Futures                                    | Reus Jans , Filipović, Wuytens, Dassy (68' Bateau) Dewaele, Coopman (63' Van Hecke), Everton Luiz Servais, Ola-Adebomi (25' Ertürk), Michiwaki (46' Kerrigan)                        | 15' Ola-Adebomi 35' Everton Luiz 35' Wuytens 55' Filipović                                  |
| 26 oktober 2024 20:00 Freethielstadion Beveren Ref.: Théophile Diskeuve Toeschouwers: 3.109              | Coopman 30'                                     | 1 – 0 1 – 1                         | 56' Dom                                         | Reus Jans , Filipović, Wuytens, Dassy (68' Bateau) Dewaele, Coopman (63' Van Hecke), Everton Luiz Servais, Ola-Adebomi (25' Ertürk), Michiwaki (46' Kerrigan)                        | 15' Ola-Adebomi 35' Everton Luiz 35' Wuytens 55' Filipović                                  |
| 2 november 2024 20:00 Dakota Arena Deinze Ref.: Klass Clerkx Toeschouwers: 931                           | KMSK Deinze                                     | 3 – 1(1)                            | SK Beveren                                      | Reus Jans , Filipović, Wuytens, Corryn Dewaele, Coopman (58' Michiwaki), Everton Luiz (46' Van Hecke) Servais, Kerrigan (58' Dassy), Moustapha (77' Ertürk)                          | 2' Dewaele 45+1' Everton Luiz 50' Van Hecke 90+2' Ertürk                                    |
| 2 november 2024 20:00 Dakota Arena Deinze Ref.: Klass Clerkx Toeschouwers: 931                           | De Schrijver 42' Mertens 54' Van Landschoot 86' | 1 – 0 2 – 0 2 – 1 3 – 1             | 66' Michiwaki                                   | Reus Jans , Filipović, Wuytens, Corryn Dewaele, Coopman (58' Michiwaki), Everton Luiz (46' Van Hecke) Servais, Kerrigan (58' Dassy), Moustapha (77' Ertürk)                          | 2' Dewaele 45+1' Everton Luiz 50' Van Hecke 90+2' Ertürk                                    |
| 9 november 2024 20:00 Freethielstadion Beveren Ref.: Michiel Allaerts Toeschouwers: 2.128                | SK Beveren                                      | 4 – 0                               | Francs Borains                                  | Reus Jans , Filipović, Wuytens, Corryn Dassy (77' Bateau), Van Hecke (85' Dicke), Dewaele, Michiwaki (76' Ertürk) Servais (85' Everton Luiz), Kerrigan (62' Moustapha)               | 45' Dassy                                                                                   |
| 9 november 2024 20:00 Freethielstadion Beveren Ref.: Michiel Allaerts Toeschouwers: 2.128                | Michiwaki 9' Kerrigan 34' Servais 39' Dassy 54' | 1 – 0 2 – 0 3 – 0 4 – 0             |                                                 | Reus Jans , Filipović, Wuytens, Corryn Dassy (77' Bateau), Van Hecke (85' Dicke), Dewaele, Michiwaki (76' Ertürk) Servais (85' Everton Luiz), Kerrigan (62' Moustapha)               | 45' Dassy                                                                                   |
| 23 november 2024 20:00 Edmond Machtensstadion Sint-Jans-Molenbeek Ref.: Bert Verbeke Toeschouwers: 2.818 | RWDM                                            | 0 – 2                               | SK Beveren                                      | Reus Corryn, Wuytens, Filipović Jans , Dewaele, Van Hecke, Dassy (83' Bateau) Kerrigan (83' Moustapha), Michiwaki (82' Ertürk), Servais (71' Coopman)                                |                                                                                             |
| 23 november 2024 20:00 Edmond Machtensstadion Sint-Jans-Molenbeek Ref.: Bert Verbeke Toeschouwers: 2.818 |                                                 | 0 – 1 0 – 2                         | 21' Servais 39' Servais                         | Reus Corryn, Wuytens, Filipović Jans , Dewaele, Van Hecke, Dassy (83' Bateau) Kerrigan (83' Moustapha), Michiwaki (82' Ertürk), Servais (71' Coopman)                                |                                                                                             |
| 30 november 2024 20:00 Freethielstadion Beveren Ref.: Massimiliano Ledda Toeschouwers: 2.291             | SK Beveren                                      | 0 – 0                               | Patro Eisden Maasmechelen                       | Reus Corryn (86' Bateau), Wuytens, Filipović Jans (70' Michiwaki), Dewaele, Van Hecke, Dassy (70' Limbombe) Kerrigan, Servais, Mertens                                               | 46' Filipović 64' Dewaele 75' Corryn                                                        |
| 30 november 2024 20:00 Freethielstadion Beveren Ref.: Massimiliano Ledda Toeschouwers: 2.291             |                                                 |                                     |                                                 | Reus Corryn (86' Bateau), Wuytens, Filipović Jans (70' Michiwaki), Dewaele, Van Hecke, Dassy (70' Limbombe) Kerrigan, Servais, Mertens                                               | 46' Filipović 64' Dewaele 75' Corryn                                                        |
| 7 december 2024 20:00 Elindus Arena Waregem Ref.: Brent Staessens Toeschouwers: 4.908                    | Zulte Waregem                                   | 4 – 0                               | SK Beveren                                      | Reus Jans , Filipović, Wuytens, Corryn Dicke, Servais (82' Limbombe), Everton Luiz (67' Coopman) Kerrigan (82' Moustapha), Mertens, Dassy                                            | 74' Corryn                                                                                  |
| 7 december 2024 20:00 Elindus Arena Waregem Ref.: Brent Staessens Toeschouwers: 4.908                    | Diop 20' Nyssen 60' Gavriel 77' Traoré 90+4'    | 1 – 0 2 – 0 3 – 0 4 – 0             |                                                 | Reus Jans , Filipović, Wuytens, Corryn Dicke, Servais (82' Limbombe), Everton Luiz (67' Coopman) Kerrigan (82' Moustapha), Mertens, Dassy                                            | 74' Corryn                                                                                  |
| 13 december 2024 20:00 Freethielstadion Beveren Ref.: Anthony Letellier Toeschouwers: 2.684              | SK Beveren                                      | 1 – 0                               | Lierse SK                                       | Reus Filipović, Wuytens, Corryn Jans , Dewaele, Coopman, Dassy (39' Bateau (60' Moustapha)) Kerrigan, Mertens (82' Michiwaki), Servais (81' Everton Luiz)                            | 18' Dewaele 42' Coopman 74' Mertens 77' Moustapha 80' Coopman 90+1' Everton Luiz 90+1' Reus |
| 13 december 2024 20:00 Freethielstadion Beveren Ref.: Anthony Letellier Toeschouwers: 2.684              | Wuytens 26'                                     | 1 – 0                               |                                                 | Reus Filipović, Wuytens, Corryn Jans , Dewaele, Coopman, Dassy (39' Bateau (60' Moustapha)) Kerrigan, Mertens (82' Michiwaki), Servais (81' Everton Luiz)                            | 18' Dewaele 42' Coopman 74' Mertens 77' Moustapha 80' Coopman 90+1' Everton Luiz 90+1' Reus |
| Terugronde                                                                                               |                                                 |                                     |                                                 | |                                                                                             |
| 22 december 2024 13:30 Daknamstadion Lokeren Ref.: Ken Vermeiren Toeschouwers: 6.300                     | Lokeren-Temse                                   | 0 – 1                               | SK Beveren                                      | Reus Filipović, Wuytens, Corryn Jans , Dicke (90+3' Khatir), Dewaele, Moustapha Kerrigan (74' Abrahams), Mertens (89' Michiwaki), Servais                                            | 38' Mertens 62' Reus 67' Kerrigan 90' Abrahams 90+7' Michiwaki                              |
| 22 december 2024 13:30 Daknamstadion Lokeren Ref.: Ken Vermeiren Toeschouwers: 6.300                     |                                                 | 0 – 1                               | 37' Mertens                                     | Reus Filipović, Wuytens, Corryn Jans , Dicke (90+3' Khatir), Dewaele, Moustapha Kerrigan (74' Abrahams), Mertens (89' Michiwaki), Servais                                            | 38' Mertens 62' Reus 67' Kerrigan 90' Abrahams 90+7' Michiwaki                              |
| 12 januari 2025 19:15 Freethielstadion Beveren Ref.: Massimiliano Ledda Toeschouwers: 2.559              | SK Beveren                                      | 0 – 0                               | La Louvière                                     | Reus Jans , Filipović, Wuytens, Corryn Dewaele, Servais (78' Brüls), Van Hecke Kerrigan (68' Abrahams), Mertens, Moustapha (90+1' Limbombe)                                          | 41' Wuytens 67' Servais                                                                     |
| 12 januari 2025 19:15 Freethielstadion Beveren Ref.: Massimiliano Ledda Toeschouwers: 2.559              |                                                 |                                     |                                                 | Reus Jans , Filipović, Wuytens, Corryn Dewaele, Servais (78' Brüls), Van Hecke Kerrigan (68' Abrahams), Mertens, Moustapha (90+1' Limbombe)                                          | 41' Wuytens 67' Servais                                                                     |
| 18 januari 2025 20:00 Robert Urbainstadion Boussu-Bois Ref.: Ruben Calluy Toeschouwers: 1.200            | Francs Borains                                  | 0 – 0                               | SK Beveren                                      | Reus Jans , Filipović, Wuytens, Corryn Dewaele, Servais (85' Dicke), Van Hecke (64' Brüls) Kerrigan (46' Abrahams), Mertens (73' Michiwaki), Limbombe (64' Bateau)                   | 25' Corryn 56' Abrahams 59' Corryn                                                          |
| 18 januari 2025 20:00 Robert Urbainstadion Boussu-Bois Ref.: Ruben Calluy Toeschouwers: 1.200            |                                                 |                                     |                                                 | Reus Jans , Filipović, Wuytens, Corryn Dewaele, Servais (85' Dicke), Van Hecke (64' Brüls) Kerrigan (46' Abrahams), Mertens (73' Michiwaki), Limbombe (64' Bateau)                   | 25' Corryn 56' Abrahams 59' Corryn                                                          |
| 2 februari 2025 19:15 Leunenstadion Geel Ref.: Tom Stevens Toeschouwers: 411                             | Jong Genk                                       | 3 – 3                               | SK Beveren                                      | Reus Jans , Filipović, Wuytens, Bateau (78' Kerrigan) Dewaele, Servais (46' Abrahams), Van Hecke (78' Michiwaki) De Schryver (64' Brüls), Mertens, Limbombe                          | 62' Filipović 76' Brüls                                                                     |
| 2 februari 2025 19:15 Leunenstadion Geel Ref.: Tom Stevens Toeschouwers: 411                             | Nuozzi 40' Mirisola 42' Lazar 59'               | 0 – 1 1 – 1 2 – 1 3 – 1 3 – 2 3 – 3 | 10' Mertens 67' Mertens 85' Mertens             | Reus Jans , Filipović, Wuytens, Bateau (78' Kerrigan) Dewaele, Servais (46' Abrahams), Van Hecke (78' Michiwaki) De Schryver (64' Brüls), Mertens, Limbombe                          | 62' Filipović 76' Brüls                                                                     |
| 9 februari 2025 16:00 Pairaystadion Seraing Ref.: Arne De Beuckelaer Toeschouwers: 546                   | RFC Seraing                                     | 0 – 2                               | SK Beveren                                      | Reus Jans , Filipović, Wuytens, Corryn (80' Bateau) De Schryver (80' Servais), Brüls (66' Van Hecke), Dewaele Abrahams (66' Kerrigan), Mertens, Limbombe (90' Dicke)                 | 76' Jans                                                                                    |
| 9 februari 2025 16:00 Pairaystadion Seraing Ref.: Arne De Beuckelaer Toeschouwers: 546                   |                                                 | 0 – 1 0 – 2                         | 21' Corryn 36' Abrahams                         | Reus Jans , Filipović, Wuytens, Corryn (80' Bateau) De Schryver (80' Servais), Brüls (66' Van Hecke), Dewaele Abrahams (66' Kerrigan), Mertens, Limbombe (90' Dicke)                 | 76' Jans                                                                                    |
| 15 februari 2025 20:00 Freethielstadion Beveren Ref.: Laurens Gerrets Toeschouwers: 2.386                | SK Beveren                                      | 3 – 1                               | RFC Luik                                        | Reus Jans , Filipović, Wuytens, Corryn De Schryver, Brüls (70' Dicke), Dewaele Abrahams (59' Kerrigan), Mertens (79' Servais), Limbombe (79' Moustapha)                              | 55' Abrahams                                                                                |
| 15 februari 2025 20:00 Freethielstadion Beveren Ref.: Laurens Gerrets Toeschouwers: 2.386                | Filipović 5' De Schryver 16' Mertens 45+1'      | 1 – 0 2 – 0 3 – 0 3 – 1             | 63' Merlen                                      | Reus Jans , Filipović, Wuytens, Corryn De Schryver, Brüls (70' Dicke), Dewaele Abrahams (59' Kerrigan), Mertens (79' Servais), Limbombe (79' Moustapha)                              | 55' Abrahams                                                                                |
| 22 februari 2025 16:00 Soevereinstadion Lommel Ref.: Massimiliano Ledda Toeschouwers: 889                | Lommel SK                                       | 1 – 2                               | SK Beveren                                      | Reus Jans , Filipović, Wuytens, Corryn De Schryver (90+1' Moustapha), Brüls (66' Van Hecke), Dewaele Abrahams (77' Kerrigan), Mertens, Limbombe (78' Servais)                        | 89' Reus                                                                                    |
| 22 februari 2025 16:00 Soevereinstadion Lommel Ref.: Massimiliano Ledda Toeschouwers: 889                | Siri 66'                                        | 0 – 1 0 – 2 1 – 2                   | 8' Limbombe 19' Mertens                         | Reus Jans , Filipović, Wuytens, Corryn De Schryver (90+1' Moustapha), Brüls (66' Van Hecke), Dewaele Abrahams (77' Kerrigan), Mertens, Limbombe (78' Servais)                        | 89' Reus                                                                                    |
| 28 februari 2025 20:00 Freethielstadion Beveren Ref.: Bert Verbeke Toeschouwers: 3.582                   | SK Beveren                                      | 3 – 2                               | Zulte Waregem                                   | Reus Jans (70' Van Hecke), Filipović, Wuytens, Corryn De Schryver, Brüls (90+2' Moustapha), Dewaele Abrahams (87' Kerrigan), Mertens, Limbombe (70' Servais)                         | 28' Abrahams 45+1' Filipović 51' Jans 81' Dewaele                                           |
| 28 februari 2025 20:00 Freethielstadion Beveren Ref.: Bert Verbeke Toeschouwers: 3.582                   | De Schryver 73' Corryn 79' Abrahams 82'         | 0 – 1 1 – 1 1 – 2 2 – 2 3 – 2       | 59' Gavriel 76' Hedl                            | Reus Jans (70' Van Hecke), Filipović, Wuytens, Corryn De Schryver, Brüls (90+2' Moustapha), Dewaele Abrahams (87' Kerrigan), Mertens, Limbombe (70' Servais)                         | 28' Abrahams 45+1' Filipović 51' Jans 81' Dewaele                                           |
| 9 maart 2025 16:00 Patro-Stadion Maasmechelen Ref.: Massimiliano Ledda Toeschouwers: 1.411               | Patro Eisden Maasmechelen                       | 1 – 2                               | SK Beveren                                      | Reus Jans , Bateau, Wuytens, Corryn De Schryver (89' Ouedraogo), Brüls (69' Van Hecke), Dewaele Abrahams (89' Kerrigan), Mertens, Servais (80' Moustapha)                            | 45' Mertens 59' Dewaele 72' Corryn 76' Mertens 76' Brüls 90' De Schryver                    |
| 9 maart 2025 16:00 Patro-Stadion Maasmechelen Ref.: Massimiliano Ledda Toeschouwers: 1.411               | Mabanza 64'                                     | 0 – 1 1 – 1 1 – 2                   | 62' Mertens 69' Mertens                         | Reus Jans , Bateau, Wuytens, Corryn De Schryver (89' Ouedraogo), Brüls (69' Van Hecke), Dewaele Abrahams (89' Kerrigan), Mertens, Servais (80' Moustapha)                            | 45' Mertens 59' Dewaele 72' Corryn 76' Mertens 76' Brüls 90' De Schryver                    |
| 14 maart 2025 20:00 Freethielstadion Beveren Ref.: Wesli De Cremer Toeschouwers: 3.749                   | SK Beveren                                      | 0 – 2                               | RWDM                                            | Reus Jans (74' Moustapha), Filipović, Wuytens (46' Van Hecke), Corryn (74' Bateau) De Schryver, Brüls, Dewaele Abrahams (74' Kerrigan), Servais, Limbombe (64' Michiwaki)            | 30' Wuytens 33' Jans 48' Dewaele 66' Van Hecke                                              |
| 14 maart 2025 20:00 Freethielstadion Beveren Ref.: Wesli De Cremer Toeschouwers: 3.749                   |                                                 | 0 – 1 0 – 2                         | 25' Laaziri 36' (e.d.) Wuytens                  | Reus Jans (74' Moustapha), Filipović, Wuytens (46' Van Hecke), Corryn (74' Bateau) De Schryver, Brüls, Dewaele Abrahams (74' Kerrigan), Servais, Limbombe (64' Michiwaki)            | 30' Wuytens 33' Jans 48' Dewaele 66' Van Hecke                                              |
| 29 maart 2025 20:00 Herman Vanderpoortenstadion Lier Ref.: Robin Vereijken Toeschouwers: 4.429           | Lierse SK                                       | 0 – 1                               | SK Beveren                                      | Reus Jans , Filipović, Ouedraogo, Corryn De Schryver (90+1' Khatir), Brüls (76' Van Hecke), Dewaele (90+4' Everton Luiz) Abrahams (76' Moustapha), Mertens, Servais (90+1' Kerrigan) | 26' Abrahams 60' Brüls 90+4' Dewaele 90+6' Reus 90+7' Filipović                             |
| 29 maart 2025 20:00 Herman Vanderpoortenstadion Lier Ref.: Robin Vereijken Toeschouwers: 4.429           |                                                 | 0 – 1                               | 64' (pen.) Servais                              | Reus Jans , Filipović, Ouedraogo, Corryn De Schryver (90+1' Khatir), Brüls (76' Van Hecke), Dewaele (90+4' Everton Luiz) Abrahams (76' Moustapha), Mertens, Servais (90+1' Kerrigan) | 26' Abrahams 60' Brüls 90+4' Dewaele 90+6' Reus 90+7' Filipović                             |
| 4 april 2025 20:00 Freethielstadion Beveren Ref.: Tom Stevens Toeschouwers: 3.148                        | SK Beveren                                      | 3 – 0                               | KAS Eupen                                       | Reus Jans , Ouedraogo, Wuytens, Corryn (58' Moustapha) De Schryver, Brüls (76' Dicke), Van Hecke Servais (83' Khatir), Mertens (83' Michiwaki), Limbombe (76' Kerrigan)              |                                                                                             |
| 4 april 2025 20:00 Freethielstadion Beveren Ref.: Tom Stevens Toeschouwers: 3.148                        | Mertens 16' Limbombe 54' Servais 81' (pen.)     | 1 – 0 2 – 0 3 – 0                   |                                                 | Reus Jans , Ouedraogo, Wuytens, Corryn (58' Moustapha) De Schryver, Brüls (76' Dicke), Van Hecke Servais (83' Khatir), Mertens (83' Michiwaki), Limbombe (76' Kerrigan)              |                                                                                             |
| 13 april 2025 13:30 Freethielstadion Beveren Ref.: Arne De Beuckelaer Toeschouwers: 2.204                | SK Beveren                                      | 2 – 2                               | Club NXT                                        | Reus Jans , Ouedraogo, Wuytens (77' Michiwaki), Abrahams De Schryver (72' Dicke), Brüls (72' Limbombe), Van Hecke Servais, Mertens, Kerrigan (82' Moustapha)                         | 45' De Schryver                                                                             |
| 13 april 2025 13:30 Freethielstadion Beveren Ref.: Arne De Beuckelaer Toeschouwers: 2.204                | Servais 11' (pen.) Mertens 90+4'                | 1 – 0 1 – 1 1 – 2 2 – 2             | 53' (e.d.) Reus 66' Bisiwu                      | Reus Jans , Ouedraogo, Wuytens (77' Michiwaki), Abrahams De Schryver (72' Dicke), Brüls (72' Limbombe), Van Hecke Servais, Mertens, Kerrigan (82' Moustapha)                         | 45' De Schryver                                                                             |
| 18 april 2025 20:00 Dakota Arena Deinze Ref.: Ruben Calluy Toeschouwers: 659                             | RSCA Futures                                    | 0 – 4                               | SK Beveren                                      | Deman Kerrigan, Filipović (66' Wuytens), Ouedraogo, Jans Dewaele, Van Hecke, Brüls (79' Everton Luiz) Servais (46' Limbombe), Mertens (66' Ertürk), Abrahams (73' Moustapha)         |                                                                                             |
| 18 april 2025 20:00 Dakota Arena Deinze Ref.: Ruben Calluy Toeschouwers: 659                             |                                                 | 0 – 1 0 – 2 0 – 3 0 – 4             | 9' Brüls 31' Mertens 55' Mertens 90+1' Limbombe | Deman Kerrigan, Filipović (66' Wuytens), Ouedraogo, Jans Dewaele, Van Hecke, Brüls (79' Everton Luiz) Servais (46' Limbombe), Mertens (66' Ertürk), Abrahams (73' Moustapha)         |                                                                                             |

(1): KMSK Deinze werd op 11 december 2024 failliet verklaard en gaf later algemeen forfait, waardoor alle resultaten van en tegen KMSK Deinze geschrapt werden en zij niet meer in actie komen de rest van het seizoen..

#### Resultaten per speeldag
| Speeldag  | 1 | 2 | 3 | 4 | 5 | 6 | 7  | 8  | 9  | 10 | 11 | 12 | 13 | 14 | 15 | 16 | 17 | 18 | 19 | 20 | 21 | 22 | 23 | 24 | 25 | 26 | 27 | 28 |
| --------- | - | - | - | - | - | - | -- | -- | -- | -- | -- | -- | -- | -- | -- | -- | -- | -- | -- | -- | -- | -- | -- | -- | -- | -- | -- | -- |
| Resultaat | w | g | g | w | g | v | v  | v  | g  | w  | w  | g  | v  | w  | w  | g  | g  | g  | w  | w  | w  | w  | w  | v  | w  | w  | g  | w  |
| Punten    | 3 | 4 | 5 | 8 | 9 | 9 | 9  | 9  | 10 | 13 | 16 | 17 | 17 | 20 | 23 | 24 | 25 | 26 | 29 | 32 | 35 | 38 | 41 | 41 | 44 | 47 | 48 | 51 |
| Positie   | 5 | 8 | 9 | 3 | 8 | 9 | 11 | 11 | 10 | 9  | 7  | 7  | 8  | 7  | 5  | 5  | 7  | 7  | 7  | 6  | 5  | 5  | 5  | 5  | 5  | 4  | 4  | 4  |

### Promotie play-offs

#### Wedstrijden
| Challenger Pro League                                                                    |                                  |                               |                            | |                                                                 |
| Wedstrijddetails                                                                         | Thuisploeg                       | Uitslag                       | Uitploeg                   | Opstelling | Kaarten                                                         |
| Halve finale                                                                             |                                  |                               |                            | |                                                                 |
| 24 april 2025 20:30 Patro-Stadion Maasmechelen Ref.: Wesli De Cremer Toeschouwers: 1.011 | Patro Eisden Maasmechelen        | 3 – 2                         | SK Beveren                 | Reus Jans , Filipović, Ouedraogo (63' Wuytens), Corryn De Schryver, Brüls, Dewaele (63' Van Hecke) Abrahams, Mertens, Servais (63' Limbombe)                                 | 14' Dewaele                                                     |
| 24 april 2025 20:30 Patro-Stadion Maasmechelen Ref.: Wesli De Cremer Toeschouwers: 1.011 | Kiankaulua 25' Abid 40' Abid 51' | 1 – 0 1 – 1 2 – 1 3 – 1 3 – 2 | 38' Mertens 73' Jans       | Reus Jans , Filipović, Ouedraogo (63' Wuytens), Corryn De Schryver, Brüls, Dewaele (63' Van Hecke) Abrahams, Mertens, Servais (63' Limbombe)                                 | 14' Dewaele                                                     |
| 27 april 2025 19:15 Freethielstadion Beveren Ref.: Kevin Van Damme Toeschouwers: 4.346   | SK Beveren                       | 1 – 2 (3 – 5)                 | Patro Eisden Maasmechelen  | Reus Jans , Filipović, Wuytens (84' Ouedraogo), Corryn (63' Limbombe) De Schryver (84' Moustapha), Brüls, Dewaele (64' Van Hecke) Abrahams (73' Michiwaki), Mertens, Servais | 32' Brüls 43' Mertens 72' Wuytens 75' Filipović 90+6' Ouedraogo |
| 27 april 2025 19:15 Freethielstadion Beveren Ref.: Kevin Van Damme Toeschouwers: 4.346   | Mertens 87'                      | 0 – 1 0 – 2 1 – 2             | 34' Kiankaulua 57' Peeters | Reus Jans , Filipović, Wuytens (84' Ouedraogo), Corryn (63' Limbombe) De Schryver (84' Moustapha), Brüls, Dewaele (64' Van Hecke) Abrahams (73' Michiwaki), Mertens, Servais | 32' Brüls 43' Mertens 72' Wuytens 75' Filipović 90+6' Ouedraogo |

## Beker van België
| Beker van België                                                                        |                         |                               |                                        | |                                                |
| Wedstrijddetails                                                                        | Thuisploeg              | Uitslag                       | Uitploeg                               | Opstelling | Kaarten                                        |
| Zesde ronde                                                                             |                         |                               |                                        | |                                                |
| 7 september 2024 19:30 Armand Melisstadion Dessel Ref.: Wouter Debusscher Toeschouwers: | Dessel Sport (1e Nat.)  | 2 – 3 (n.v.)                  | SK Beveren                             | Reus Khatir, Wuytens , Moustapha (58' Geusens), Corryn (91' Bateau) Dicke (58' Coopman), Servais, Dewaele Kerrigan (106' Filipović), Ola-Adebomi (75' Michiwaki), Limbombe (91' Everton Luiz) | 29' Dicke 54' Limbombe 86' Geusens 92' Coopman |
| 7 september 2024 19:30 Armand Melisstadion Dessel Ref.: Wouter Debusscher Toeschouwers: | Geukens 9' Bentayeb 61' | 1 – 0 1 – 1 2 – 1 2 – 2 2 – 3 | 49' Limbombe 79' Michiwaki 97' Geusens | Reus Khatir, Wuytens , Moustapha (58' Geusens), Corryn (91' Bateau) Dicke (58' Coopman), Servais, Dewaele Kerrigan (106' Filipović), Ola-Adebomi (75' Michiwaki), Limbombe (91' Everton Luiz) | 29' Dicke 54' Limbombe 86' Geusens 92' Coopman |
| 1/16de finale                                                                           |                         |                               |                                        | |                                                |
| 30 oktober 2024 20:00 Freethielstadion Beveren Ref.: Ken Vermeiren Toeschouwers: 3.600  | SK Beveren              | 0 – 2                         | KRC Genk                               | Deman Jans , Filipović, Moustapha (72' Van Hecke), Corryn Bateau, Dicke (87' Ertürk), Servais (72' Coopman), Dassy (72' Kerrigan) Michiwaki, Everton Luiz (78' Dewaele)                       | 40' Everton Luiz                               |
| 30 oktober 2024 20:00 Freethielstadion Beveren Ref.: Ken Vermeiren Toeschouwers: 3.600  |                         | 0 – 1 0 – 2                   | 66' (pen.) Oh 90' Steuckers            | Deman Jans , Filipović, Moustapha (72' Van Hecke), Corryn Bateau, Dicke (87' Ertürk), Servais (72' Coopman), Dassy (72' Kerrigan) Michiwaki, Everton Luiz (78' Dewaele)                       | 40' Everton Luiz                               |